# ФК Каса Естреља дел Бенфика
ФК Каса Естрела дел Бенфика (кат. Futbol Club Casa del Benfica) је андорски фудбалски клуб из Ла Масане. Клуб се такмичи у Другој лиги Андоре.

## Историја
Основан је 2003. године. Утакмице игра на Стадиону Estadi Comunal d'Aixovall капацитета 1.800 места. Боје клуба су црвена и бела.
Клуб није имао значајнијих успеха. Два пута су били прваци у другој лиги Андоре.

## Успеси клуба
- Друга лига Андоре

Победник (2): 2006/07, 2009/10.